# Руски и съветски паметници в Ямболска област
| Снимка | Описание/дати стар стил | Надпис | Местонахождение | Местонахождение |
| ------ | --- | --- | --------------- | --- |
|        | Паметна плоча на храм-паметник „Александър Невски“ изграден в памет на 30-та пехотна дивизия от корпуса на генерал-майор Михаил Скобелев | Първият в България храм-паметник на руско-българската бойна слава „Александър Невски“ издигнат в 1879 г. по заповед на генерал Скобелев в памет на героите от 30-та пехотна дивизия, руси и българи, дали живота си за свободата на родината ни. | Бакаджиците     | Намира се на стената на храма в манастир „Свети Спас“ 42°27′10.9″ с. ш. 26°38′54.9″ и. д. / 42.453028° с. ш. 26.648583° и. д.                                                                         |
|        | Паметни плочи с имената на 462 руски войни и 449 български опълченци загинали по време на Руско-турската война 1877-1878 г.              | 1878 В памет на братята руси и българите опълченци от 30та пехотна дивизия проляли кръвта си за освобождението на България от османско робство От признателното ямболско гражданство                                                             | Бакаджиците     | Намира се до пътя край манастир „Свети Спас“ 42°27′10.5″ с. ш. 26°38′53.2″ и. д. / 42.452917° с. ш. 26.648111° и. д.                                                                                  |
|        | Паметник на мястото където е посрещнат 23-ти казашки полк на полковник Николай Бакланов освободил Ямбол на 17 януари 1878 г. без бой     | Тук на 17.I.1878 г. е посрещнат 23 казашки полк на руските освободителни войски командуван от полковник Н. Я. Бакланов | Ямбол           | Открит е през 1978 г. по случай 100 годишнината. Намира се пред начално училище „Св. св. Кирил и Методий“ на ул. „Търговска“ № 27 42°28′57″ с. ш. 26°30′35.4″ и. д. / 42.4825° с. ш. 26.509833° и. д. |
|        | Паметник на руските войни, загинали от рани и болести в лазарета на кв. Каргон през Руско-турската Освободителна война                   | Вечна слава на руските войни дали живота си за нашето национално освобождение | Ямбол           | Намира се на ул. „Индже войвода“ в кв. Каргон 42°28′35.5″ с. ш. 26°30′12.8″ и. д. / 42.476528° с. ш. 26.503556° и. д.                                                                                 |